# Anthopleura japonica
Anthopleura japonica är en havsanemonart som beskrevs av Addison Emery Verrill 1899. Anthopleura japonica ingår i släktet Anthopleura och familjen Actiniidae. Inga underarter finns listade i Catalogue of Life.